# Hypena chalcias
Hypena chalcias är en fjärilsart som beskrevs av Lucas 1895. Hypena chalcias ingår i släktet Hypena och familjen nattflyn. Inga underarter finns listade i Catalogue of Life.